# Andrea Arditi
Andrea Arditi (Firenze, XIV secolo – ...) è stato un orafo italiano.

## Biografia
Fu autore di un reliquario di San Zanobi contenuto nel duomo di Firenze (1331), in argento parzialmente dorato, con gemme e smalti; oltre a questo ultimò una mitra con medaglioni di smalto sempre per il duomo di Firenze (1330), una croce d'argento (1338) per l'Arte di Calimala, nella chiesa di San Miniato; realizzò inoltre un calice conservato a Londra.